# Hypochrysops alyattes
Hypochrysops alyattes är en fjärilsart som beskrevs av Osbert Salvin 1891. Hypochrysops alyattes ingår i släktet Hypochrysops och familjen juvelvingar. Inga underarter finns listade i Catalogue of Life.